# Планшет обстановки
Планшет обстановки — специальное устройство на боевых информационных постах командных пунктов в ВВС, ВМФ и ПВО, предназначенное для отображения воздушной и морской обстановки, решения задач маневрирования, целераспределения и целеуказания.
Составной частью планшета является координатная сетка на прозрачной пластмассовой основе, выполненная в прямоугольной или полярной системе координат для обеспечения нанесения данных обстановки на рабочую поверхность. Планшеты обстановки могут быть электронными, электромеханическими и в виде доски из оргстекла.
Обстановка на корабельных планшетах может вестись в истинном движении и в относительном.

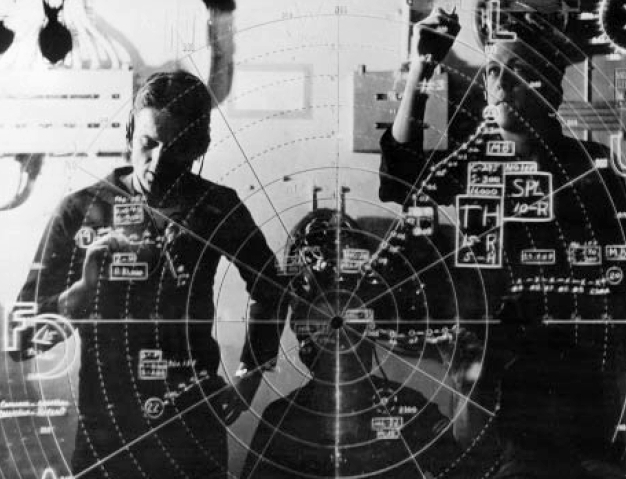
Ручной плексигласовый планшет, полярная сетка (1965 год)
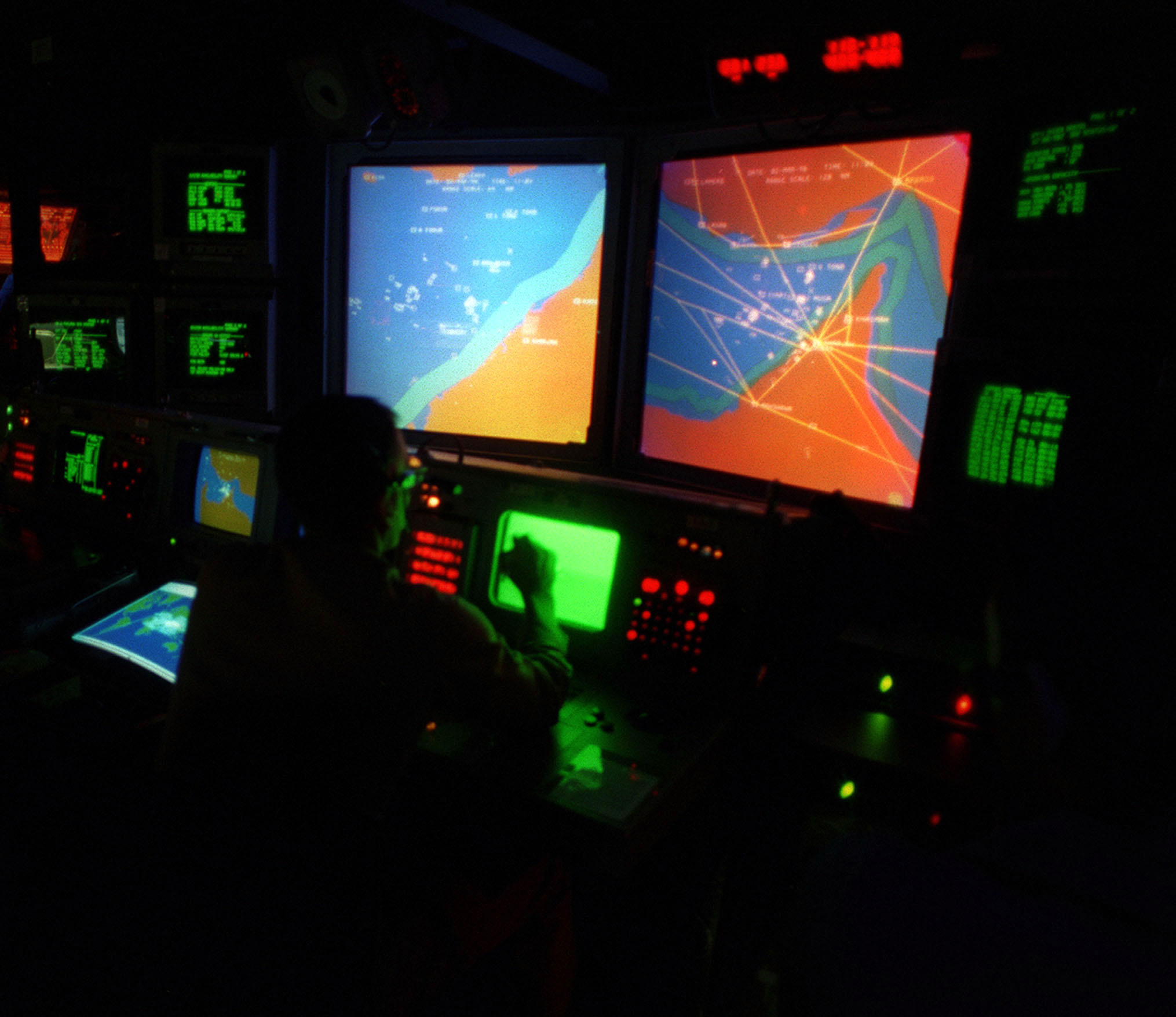
Планшеты (дисплеи) тактической обстановки на американском эсминце УРО USS John S. McCain (DDG-56) (1998 год)
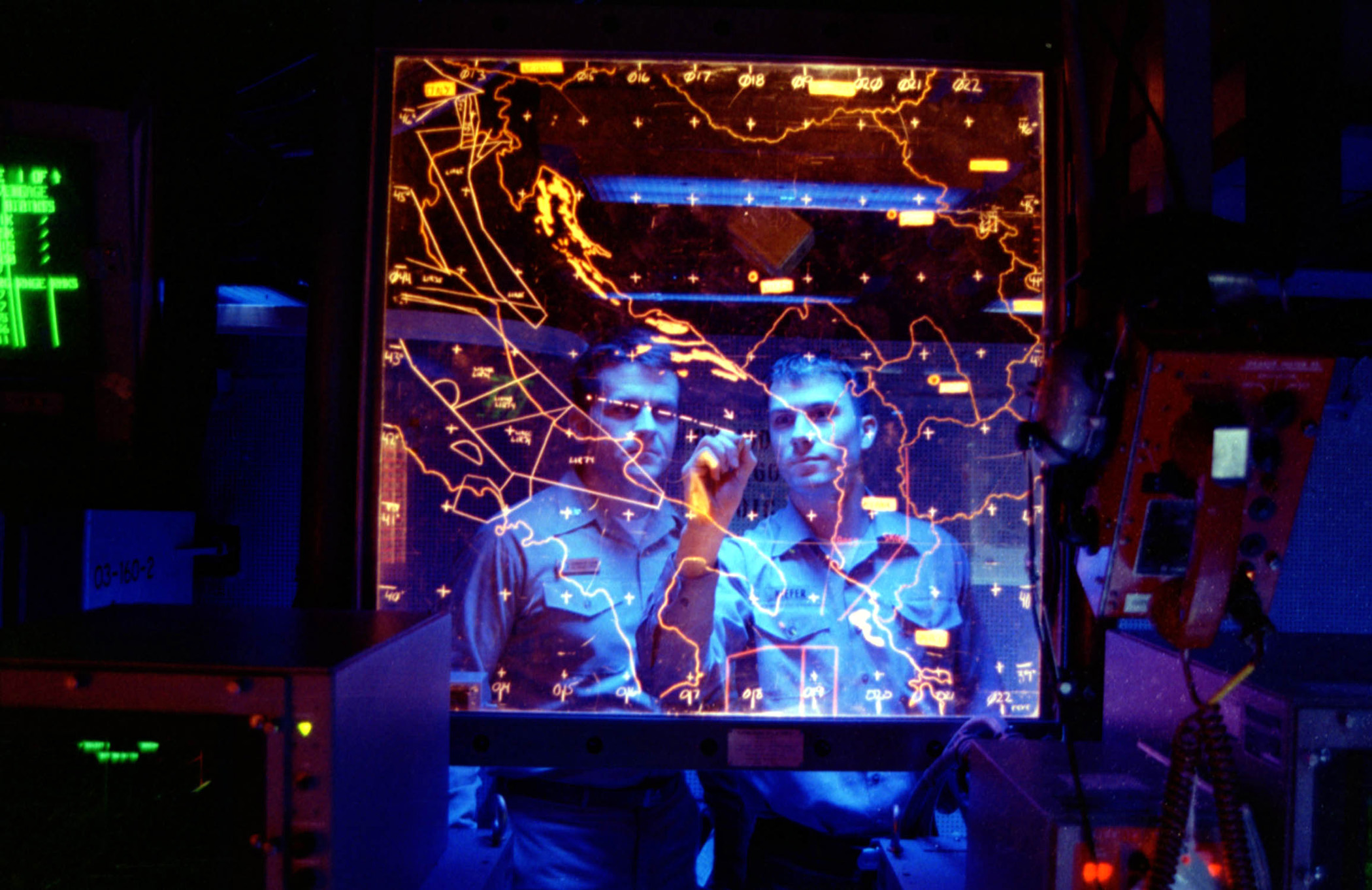
Электронно-механический планшет, прямоугольная сетка (1999 год)